# 布莱松-圣叙尔皮斯
布莱松-圣叙尔皮斯（法語：Blaison-Saint-Sulpice，法語發音：[blɛzɔ̃ sɛ̃ sylpis] ⓘ）是法国曼恩-卢瓦尔省的一个市镇，属于昂热区。

## 历史
该市镇建于2016年1月1日，由原市镇布莱松-戈耶和圣叙尔皮斯合并而成，其中前者为政府驻地。

## 地理
布莱松-圣叙尔皮斯（47°24'2"N, 0°22'12"W）面积24.35 平方千米，位于法国卢瓦尔河地区大区曼恩-卢瓦尔省，该省份为法国西部内陆省份，大致对应安茹地区，北起顺时针与马耶讷省、萨尔特省、安德尔-卢瓦尔省、维埃纳省、德塞夫勒省、旺代省、大西洋卢瓦尔省和伊勒-维莱讷省接壤。
与布莱松-圣叙尔皮斯接壤的市镇（或旧市镇、城区）包括：卢瓦尔-欧蒂永、布里萨克-卢瓦尔-欧邦斯。
布莱松-圣叙尔皮斯的时区为UTC+01:00、UTC+02:00（夏令时）。

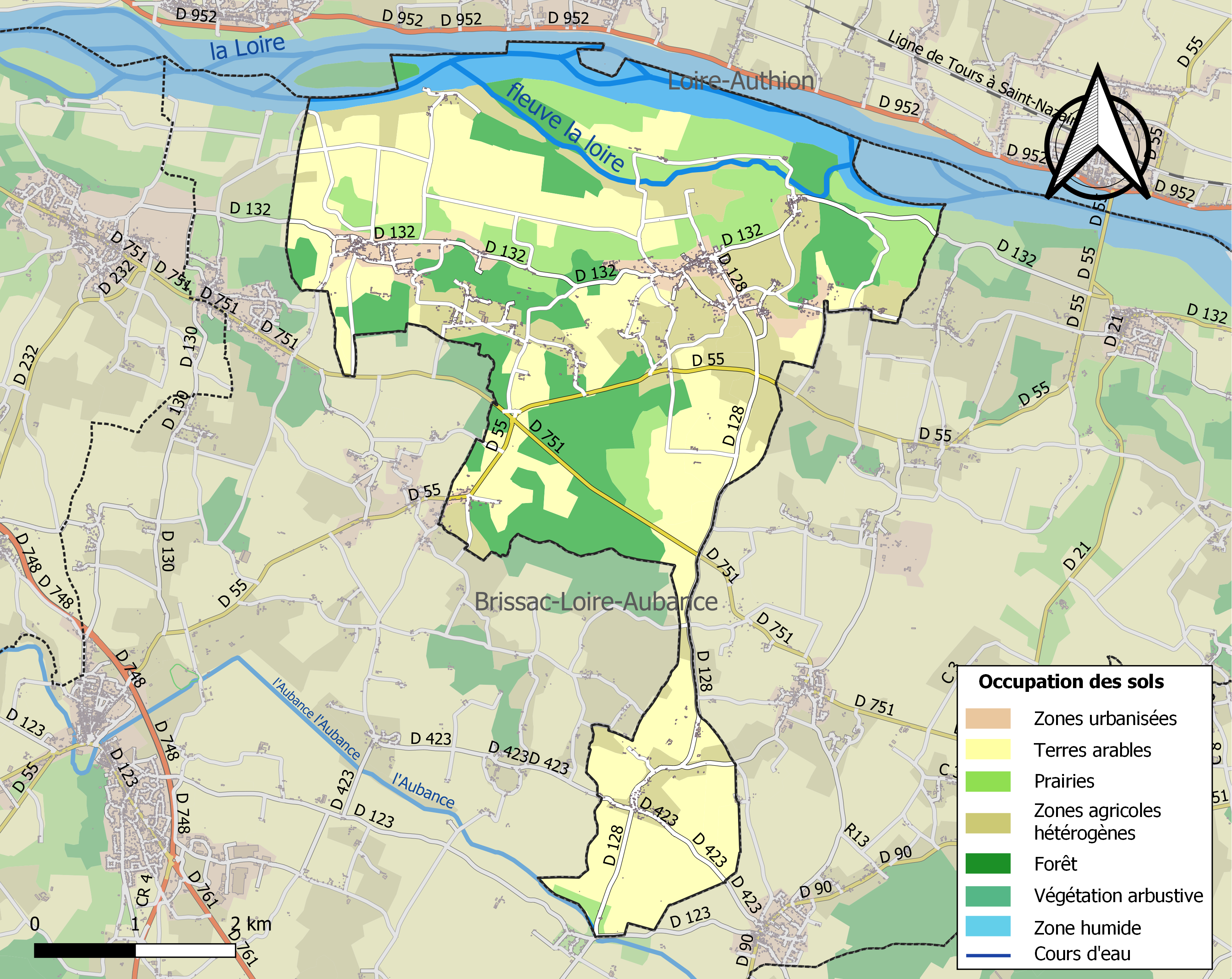
布莱松-圣叙尔皮斯的OSM定位图

## 行政
布莱松-圣叙尔皮斯的邮政编码为49320，INSEE市镇编码为49029。

## 政治
布莱松-圣叙尔皮斯所属的省级选区为莱蓬德塞县。

## 人口
布莱松-圣叙尔皮斯于2022年1月1日时的人口数量为1317人。